# Neophilaenus campestris
Neophilaenus campestris is een halfvleugelig insect uit de familie Aphrophoridae. De wetenschappelijke naam van deze soort is voor het eerst geldig gepubliceerd in 1805 door Fallén.